# Árdaktos (Réthymnon)
Árdaktos, en grec moderne : Άρδακτος, est un village du dème d'Ágios Vasílios, de l'ancienne municipalité de Lámpi, dans le district régional de Réthymnon, en Crète, en Grèce. Le village est situé à une altitude de 630 mètres et à une distance de 40 km au sud de Réthymnon.

## Source de la traduction
- (el) Cet article est partiellement ou en totalité issu de l’article de Wikipédia en grec moderne intitulé « Άρδακτος Λάμπης Ρεθύμνου » (voir la liste des auteurs).